# Jean-Jacques Baude
Pour les articles homonymes, voir Baude.
Le baron Jean-Jacques Baude est un haut fonctionnaire et homme politique français né à Valence (Drôme) le 19 février 1792 et mort à Paris le 6 février 1862.

## Biographie
Fils d'un procureur général au tribunal de Valence, Jean-Jacques Baude entra dans l'administration à la fin de l'Empire et fut successivement sous-préfet de Confolens (8 avril 1813), de Roanne (2 novembre 1814) et de Saint-Étienne (4 juin 1815). Il démissionna en juillet 1815.
Une brochure qu'il dirigea contre la première Restauration, intitulée Le Lundi gras et le Mercredi des cendres, lui valut d'être condamné par la Cour royale de Grenoble. Cela ne l'empêcha pas de poursuivre ses attaques contre le gouvernement dans la presse libérale. Dans les années 1820, il participa à la charbonnerie.
Comme rédacteur du journal Le Temps, dont il avait été l'un des fondateurs, il signa la protestation des journalistes contre les ordonnances de Saint-Cloud en 1830. Au moment de la Révolution de Juillet, il fut l'un des hommes-clés du parti orléaniste. Il fut secrétaire de la Commission municipale de Paris le 29 juillet 1830 et devint secrétaire général du ministère de l'Intérieur le 1er août. Il assura même l'intérim du ministre pendant quelques jours. Il fut ensuite nommé conseiller d'État en service ordinaire, ainsi que directeur général des ponts et chaussées et des mines pendant moins d'un mois (il est remplacé le 23 août 1830 par Louis Bérard).
Le 10 novembre 1830, il fut nommé sous-secrétaire d'État à l'Intérieur dans le gouvernement de Jacques Laffitte, auprès du nouveau ministre, le comte de Montalivet. Le 28 octobre 1830, le collège électoral du département de la Loire l'élut député en remplacement du vicomte de Champagny, démissionnaire.
Le 26 décembre 1830, il fut nommé préfet de police. Sa première proclamation fit sensation : « Habitants de Paris, le roi m'impose la tâche honorable et laborieuse de veiller au repos de cette capitale du monde civilisé [...] Le Gouvernement fera son devoir. Les agitateurs n'arracheront point impunément le peuple à son repos et à ses occupations : la jeunesse de nos écoles se souviendra qu'elle doit à la patrie de se préparer, par des études sérieuses, à nous remplacer un jour dans les affaires publiques. »
Malgré ces déclarations, le désordre se développa dans la capitale, faiblement réprimé par les pouvoirs publics. En particulier, le 14 février 1831, des émeutes éclatèrent à la suite d’un service funèbre organisé par les légitimistes à Saint-Germain-l’Auxerrois pour l’anniversaire de l’assassinat du duc de Berry. L’église fut envahie et mise à sac par les républicains. Le lendemain, l’émeute saccagea l’archevêché et de nombreuses églises à Paris. Les ministres furent interpellés devant la Chambre des députés et Baude fut invité à justifier l'inaction des forces de l'ordre. Il s'expliqua mais rejeta une part de la responsabilité de l'inquiétude publique sur la mollesse – bien réelle – du Gouvernement. Il fut remplacé le jour même (26 février 1831).
Il ne fut pas réélu comme député lors des élections générales du 5 juillet 1831 dans la première circonscription de la Loire (Saint-Étienne). Mais le 1er mars 1832, le collège de Roanne l'élut par 105 voix sur 187 votants et 338 inscrits en remplacement de M. Alcock, démissionnaire. En 1833, il vota le plus souvent avec la majorité, notamment pour le jugement et la condamnation du gérant de La Tribune le 16 avril 1833. Mais dans les sessions de 1834, 1835 et 1836, il sembla rejoindre le plus souvent les rangs de l'opposition. 
Il fut révoqué de ses fonctions de conseiller d'État et réélu comme député le 21 juin 1834. Il proposa de prélever sur le crédit de 750 000 francs ouvert pour distribuer des secours aux pensionnaires indigents de l'ancienne liste civile une somme de 220 000 francs pour les condamnés politiques sous la Restauration. Il soutint également un projet de loi proposant d'accorder des pensions aux veuves de plusieurs généraux et appuya la proposition Dubois-Aymé en faveur des membres de la famille de Napoléon Ier.
Renommé conseiller d'État, il fut nommé commissaire du roi en Algérie (1836) et réélu député le 4 novembre 1837 mais non en 1839. Il fut élu de nouveau le 9 juillet 1842. Il se rallia alors pleinement au parti de la résistance, tout en se montrant plus discret. « L'éloquence de M. Baude, écrit un biographe de 1846 cité par le Dictionnaire des parlementaires, s'est réfugiée dans les bureaux. Il se venge du silence qu'il garde à la Chambre sur les commissions de travaux publics, dont quelques-unes l'ont choisi pour leur rapporteur, sans doute pour faire goûter à tous le plaisir qu'il leur avait procuré. M. Baude vote invariablement pour le ministère du 29 octobre. Il a indemnisé Pritchard et repoussé la proposition sur les députés fonctionnaires. »
Battu le 1er août 1846 par M. de Raineville, il se retira alors de la vie publique. Il fut élu à l'Académie des sciences morales et politiques en 1856. Il mourut le 6 février 1862.

## Famille
- Jean-Joseph Baude (1728-1811), docteur en droit, Second président du conseil supérieur de la Corse entre 1774 et 1789[7], marié en 1758 avec Gabrielle-Françoise Bouveron (1732-1816), fille de Pierre Bouveron (1692-1741) et de Gabrielle Chèze (1697-1741) :
  - Pierre Joseph Marie Baude (1763-1840), baron d'Empire par le décret du 4 août 1810, préfet du Tarn (1809-1814) et préfet de l'Ain pendant les Cent-Jours, s'est marié 9 mai 1791 avec Anne Adélaïde Rousset (1773-1855) :
    - Jean-Jacques Baude (1792-1862) marié à Marie Esther Létoublon (1805-1893)
      - Pierre Jacques Elphège Baude (1826-1871), marié en 1851 avec Anne Adèle Bergon (1827-1877)
        - Pierre Jacques Alphonse Marie Baude (1862-19911) marié en 1889 avec Louise Marie Sidoine Piscatory de Vaufreland (1868-1966)
        - Jeanne Baude (1860-1933) mariée en 1882 avec René Frémy (1851-1919)
          - Elphège Jean René Bertrand Frémy (1883-1966) marié en 1913 avec Marthe de Foucault (1889-1976)
            - Raymond Frémy (1919-1996), contre-amiral, marié avec Yvonne Rivolta (1917-1980)

          - Raymond Frémy (1884-1914), mort pour la France

      - Georges Napoléon Baude (1830-1887)[8], ambassadeur de France, marié en 1863 avec Marie Adélaïde Paule Josèphe de Nompère de Champagny de Cadore

    - Alphonse Frédéric Louis Baude (1804-1885)[9], inspecteur général des Ponts et Chaussées, créateur de la première gare Montparnasse, marié en 1832 avec Louise Caroline Fouques-Duparc (1809-1876)

## Publications
- Réflexions sur le projet de loi relatif à la liberté individuelle, actuellement en discussion dans la Chambre des Députés, imprimerie de M. Aurel, Valence, 1817 (lire en ligne)
- De l'enquête sur les fers et des conditions du bon marché permanent des fers de France, Alexandre Mesnier, Paris, 1829
- L'Algérie, Paris, A. Bertrand, 1841, 2 vol. in-8
- Les Côtes de la Manche. Cherbourg, Paris, Impr. de J. Claye, 1859, in-8 (Extrait de la Revue des deux Mondes, livraisons des 15 décembre 1858 et 15 janvier 1859) (lire en ligne)

Il est également l'auteur de monographies techniques sur la navigation de la Loire, sur l'isthme de Suez, etc. :
- De la Loire au-dessus de Briare ; aperçu des avantages qui résulteraient pour le commerce, l'agriculture et la défense du pays, de l'ouverture d'un canal latéral à cette rivière ; précédé d'observations sur l'esprit du projet de loi sur les canaux, De Busscher imprimeur, Paris, 1822 (lire en ligne)
- De l'Isthme de Suez et du canal maritime à ouvrir de la Méditerranée à̀ la Mer-Rouge, J. Claye, Paris, 1855

## Source
- « Jean-Jacques Baude », dans Adolphe Robert et Gaston Cougny, Dictionnaire des parlementaires français, Edgar Bourloton, 1889-1891 [détail de l’édition]